# Colanthura setouchiensis
Colanthura setouchiensis är en kräftdjursart som beskrevs av Nunomura 1993. Colanthura setouchiensis ingår i släktet Colanthura och familjen Paranthuridae. Inga underarter finns listade i Catalogue of Life.